# Elezioni comunali nelle Marche del 2021
Le elezioni comunali nelle Marche del 2021 si sono tenute il 3 e 4 ottobre (con ballottaggio il 17 e 18 ottobre).

## Riepilogo sindaci eletti
Coalizione di centro-destra
     Coalizione civica di centro
     Movimento 5 Stelle
| Provincia     | Comune                   | Popolazione legale (censimento 2021) | Sindaco uscente | Sindaco uscente       | Sindaco eletto | Sindaco eletto            | Primo turno | Primo turno | Secondo turno | Secondo turno | Seggi   |
| Provincia     | Comune                   | Popolazione legale (censimento 2021) | Sindaco uscente | Sindaco uscente       | Sindaco eletto | Sindaco eletto            | Voti        | %           | Voti          | %             | Seggi   |
| ------------- | ------------------------ | ------------------------------------ | --------------- | --------------------- | -------------- | ------------------------- | ----------- | ----------- | ------------- | ------------- | ------- |
| Ancona        | Castelfidardo            | 18 517                               |                 | Roberto Ascani (M5S)  |                | Roberto Ascani (M5S)      | 2 202       | 27,29       | 4 171         | 59,77         | 10 / 16 |
| Ascoli Piceno | San Benedetto del Tronto | 46 976                               |                 | Pasqualino Punti (FI) |                | Antonio Spazzafumo (Ind.) | 4 452       | 19,06       | 9 916         | 54,27         | 15 / 24 |

## Ancona

### Castelfidardo
| Candidati                     | Candidati                 | II turno             | II turno         | I turno | I turno | Liste                                  | Voti  | %     | Seggi |
| Candidati                     | Candidati                 | Voti                 | %                | Voti    | %       | Liste                                  | Voti  | %     | Seggi |
| ----------------------------- | ------------------------- | -------------------- | ---------------- | ------- | ------- | -------------------------------------- | ----- | ----- | ----- |
|                               | Roberto Ascani ✔️ Sindaco | 4 171                | 59,77            | 2 202   | 27,29   | Movimento 5 Stelle                     | 1 318 | 17,67 | 7     |
| Castelfidardo Futura          | Roberto Ascani ✔️ Sindaco | 4 171                | 59,77            | 2 202   | 27,29   | 576                                    | 7,72  | 3     |       |
| Totale liste                  | Roberto Ascani ✔️ Sindaco | 4 171                | 59,77            | 2 202   | 27,29   | 1 894                                  | 25,40 | 10    |       |
|                               | Gabriella Turchetti       | 2 808                | 40,23            | 2 343   | 29,04   | Fratelli d'Italia                      | 913   | 12,24 | 1     |
| Fare Bene                     | Gabriella Turchetti       | 2 808                | 40,23            | 2 343   | 29,04   | 728                                    | 9,76  | 1     |       |
| Lega                          | Gabriella Turchetti       | 2 808                | 40,23            | 2 343   | 29,04   | 542                                    | 7,27  | –     |       |
| Seggio di coalizione          | Seggio di coalizione      | Seggio di coalizione | 40,23            | 2 343   | 29,04   | 1                                      |       |       |       |
| Totale liste                  | Gabriella Turchetti       | 2 808                | 40,23            | 2 343   | 29,04   | 2 183                                  | 29,27 | 2     |       |
|                               | Marco Tiranti             | Marco Tiranti        | Marco Tiranti    | 2 080   | 25,78   | Partito Democratico                    | 988   | 13,25 | 1     |
| Uniti e Attivi                | Marco Tiranti             | Marco Tiranti        | Marco Tiranti    | 2 080   | 25,78   | 410                                    | 5,50  | –     |       |
| Azione Civica e Solidale      | Marco Tiranti             | Marco Tiranti        | Marco Tiranti    | 2 080   | 25,78   | 310                                    | 4,16  | –     |       |
| Sinistra Unita                | Marco Tiranti             | Marco Tiranti        | Marco Tiranti    | 2 080   | 25,78   | 343                                    | 4,60  | –     |       |
| Seggio di coalizione          | Seggio di coalizione      | Seggio di coalizione | Marco Tiranti    | 2 080   | 25,78   | 1                                      |       |       |       |
| Totale liste                  | Marco Tiranti             | Marco Tiranti        | Marco Tiranti    | 2 080   | 25,78   | 2 051                                  | 27,50 | 1     |       |
|                               | Tommaso Moreschi          | Tommaso Moreschi     | Tommaso Moreschi | 1 443   | 17,89   | Solidarietà Popolare per Castelfidardo | 1 330 | 17,83 | –     |
| Seggio di coalizione          | Seggio di coalizione      | Seggio di coalizione | Tommaso Moreschi | 1 443   | 17,89   | 1                                      |       |       |       |
| Totale                        | Totale                    | 6 979                | 100              | 8 068   | 100     |                                        | 7 458 | 100   | 16    |
|                               |                           |                      |                  |         |         |                                        |       |       |       |
| Schede bianche                | Schede bianche            | 70                   | 0,98             | 50      | 0,60    |                                        |       |       |       |
| Schede nulle                  | Schede nulle              | 89                   | 1,25             | 159     | 1,92    |                                        |       |       |       |
| Votanti                       | Votanti                   | 7 138                | 44,54            | 8 277   | 51,64   |                                        |       |       |       |
| Elettori                      | Elettori                  | 16 027               |                  | 16 027  |         |                                        |       |       |       |
|                               |                           |                      |                  |         |         |                                        |       |       |       |
| Fonte: Ministero dell'interno |                           |                      |                  |         |         |                                        |       |       |       |

## Ascoli Piceno

### San Benedetto del Tronto
| Candidati                                  | Candidati                     | II turno             | II turno           | I turno | I turno | Liste                  | Voti   | %     | Seggi |
| Candidati                                  | Candidati                     | Voti                 | %                  | Voti    | %       | Liste                  | Voti   | %     | Seggi |
| ------------------------------------------ | ----------------------------- | -------------------- | ------------------ | ------- | ------- | ---------------------- | ------ | ----- | ----- |
|                                            | Antonio Spazzafumo ✔️ Sindaco | 9 916                | 54,27              | 4 452   | 19,06   | Centro Civico Popolare | 1 158  | 5,15  | 4     |
| Libera San Benedetto                       | Antonio Spazzafumo ✔️ Sindaco | 9 916                | 54,27              | 4 452   | 19,06   | 1 048                  | 4,66   | 4     |       |
| San Benedetto Viva                         | Antonio Spazzafumo ✔️ Sindaco | 9 916                | 54,27              | 4 452   | 19,06   | 773                    | 3,43   | 3     |       |
| Spazzafumo Sindaco 0735                    | Antonio Spazzafumo ✔️ Sindaco | 9 916                | 54,27              | 4 452   | 19,06   | 637                    | 2,83   | 2     |       |
| Rivoluzione Civica                         | Antonio Spazzafumo ✔️ Sindaco | 9 916                | 54,27              | 4 452   | 19,06   | 631                    | 2,80   | 2     |       |
| Totale liste                               | Antonio Spazzafumo ✔️ Sindaco | 9 916                | 54,27              | 4 452   | 19,06   | 4 247                  | 18,87  | 15    |       |
|                                            | Pasqualino Piunti             | 8 356                | 45,73              | 9 706   | 41,56   | Fratelli d'Italia      | 3 380  | 15,02 | 2     |
| Lega                                       | Pasqualino Piunti             | 8 356                | 45,73              | 9 706   | 41,56   | 2 441                  | 10,85  | 1     |       |
| Piunti Sindaco                             | Pasqualino Piunti             | 8 356                | 45,73              | 9 706   | 41,56   | 2 135                  | 9,49   | 1     |       |
| Forza Italia                               | Pasqualino Piunti             | 8 356                | 45,73              | 9 706   | 41,56   | 1 603                  | 7,12   | 1     |       |
| Noi con l'Italia - San Benedetto al Centro | Pasqualino Piunti             | 8 356                | 45,73              | 9 706   | 41,56   | 249                    | 1,11   | –     |       |
| Il Popolo della Famiglia                   | Pasqualino Piunti             | 8 356                | 45,73              | 9 706   | 41,56   | 195                    | 0,87   | –     |       |
| Seggio di coalizione                       | Seggio di coalizione          | Seggio di coalizione | 45,73              | 9 706   | 41,56   | 1                      |        |       |       |
| Totale liste                               | Pasqualino Piunti             | 8 356                | 45,73              | 9 706   | 41,56   | 10 003                 | 44,45  | 5     |       |
|                                            | Paolo Canducci                | Paolo Canducci       | Paolo Canducci     | 3 794   | 16,24   | Europa Verde           | 1 508  | 6,70  | 1     |
| Democratici per Canducci                   | Paolo Canducci                | Paolo Canducci       | Paolo Canducci     | 3 794   | 16,24   | 1 065                  | 4,73   | –     |       |
| Riformisti (AZ - PSI - MRE)                | Paolo Canducci                | Paolo Canducci       | Paolo Canducci     | 3 794   | 16,24   | 869                    | 3,86   | –     |       |
| Seggio di coalizione                       | Seggio di coalizione          | Seggio di coalizione | Paolo Canducci     | 3 794   | 16,24   | 1                      |        |       |       |
| Totale liste                               | Paolo Canducci                | Paolo Canducci       | Paolo Canducci     | 3 794   | 16,24   | 3 442                  | 15,29  | 1     |       |
|                                            | Aurora Bottiglieri            | Aurora Bottiglieri   | Aurora Bottiglieri | 3 679   | 15,75   | Partito Democratico    | 1 790  | 7,95  | –     |
| Articolo Uno - Aurora Bottiglieri Sindaca  | Aurora Bottiglieri            | Aurora Bottiglieri   | Aurora Bottiglieri | 3 679   | 15,75   | 837                    | 3,72   | –     |       |
| Nos Nuovi Orizzonti Sambenedettesi         | Aurora Bottiglieri            | Aurora Bottiglieri   | Aurora Bottiglieri | 3 679   | 15,75   | 682                    | 3,03   | –     |       |
| Seggio di coalizione                       | Seggio di coalizione          | Seggio di coalizione | Aurora Bottiglieri | 3 679   | 15,75   | 1                      |        |       |       |
| Totale liste                               | Aurora Bottiglieri            | Aurora Bottiglieri   | Aurora Bottiglieri | 3 679   | 15,75   | 3 309                  | 14,70  | –     |       |
|                                            | Serafino Angelini             | Serafino Angelini    | Serafino Angelini  | 1 724   | 7,38    | Movimento 5 Stelle     | 1 047  | 4,65  | –     |
| Cambia SBT                                 | Serafino Angelini             | Serafino Angelini    | Serafino Angelini  | 1 724   | 7,38    | 457                    | 2,03   | –     |       |
| Totale liste                               | Serafino Angelini             | Serafino Angelini    | Serafino Angelini  | 1 724   | 7,38    | 1 504                  | 6,68   | –     |       |
| Totale                                     | Totale                        | 18 272               | 100                | 23 355  | 100     |                        | 22 505 | 100   | 24    |
|                                            |                               |                      |                    |         |         |                        |        |       |       |
| Schede bianche                             | Schede bianche                | 168                  | 0,90               | 144     | 0,60    |                        |        |       |       |
| Schede nulle                               | Schede nulle                  | 293                  | 1,56               | 571     | 2,37    |                        |        |       |       |
| Votanti                                    | Votanti                       | 18 733               | 46,39              | 24 070  | 59,61   |                        |        |       |       |
| Elettori                                   | Elettori                      | 40 380               |                    | 40 380  |         |                        |        |       |       |
|                                            |                               |                      |                    |         |         |                        |        |       |       |
| Fonte: Ministero dell'interno              |                               |                      |                    |         |         |                        |        |       |       |